# Liam Ó Maonlaí

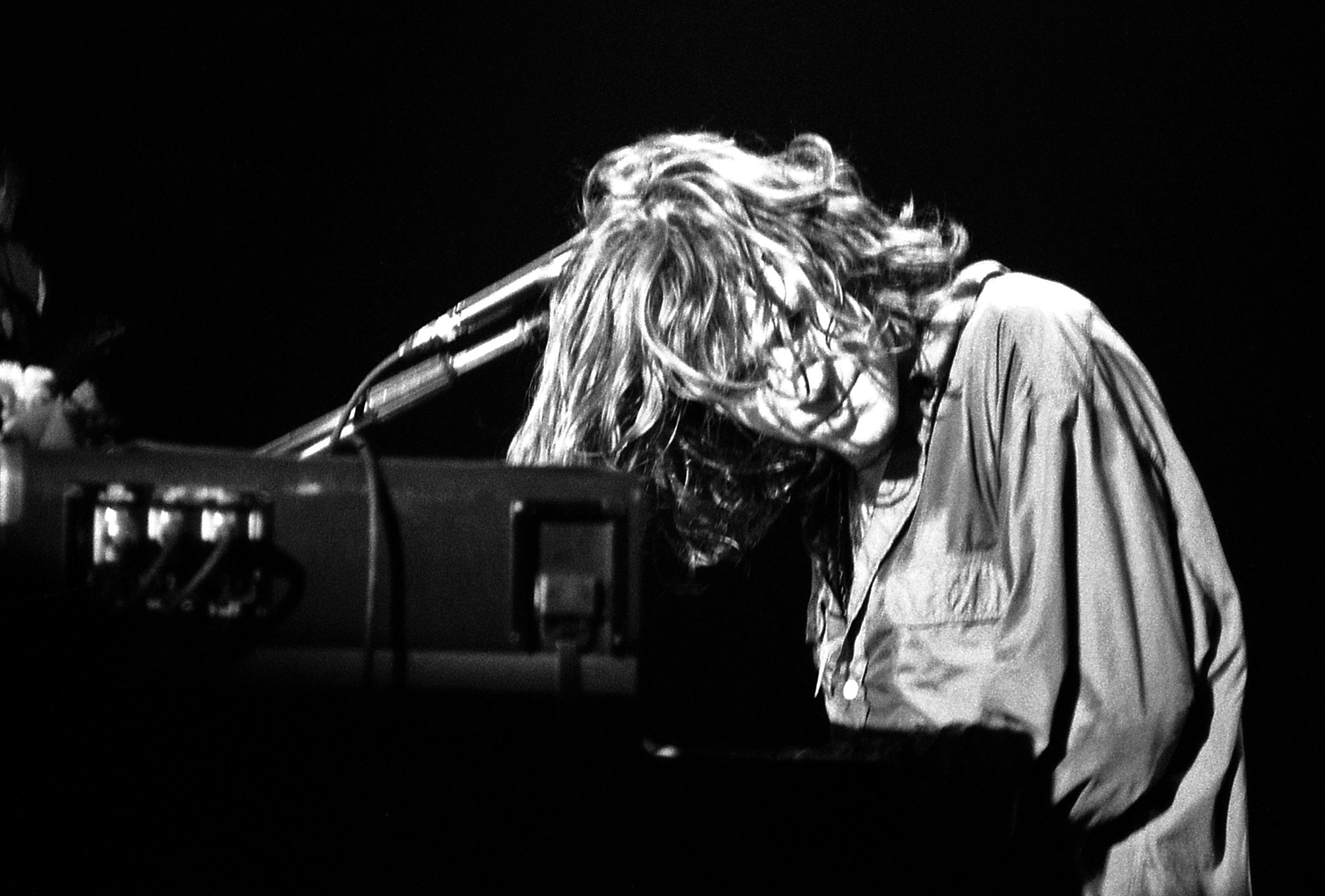
Liam Ó Maonlaí in 1990

Liam Ó Maonlaí (7 november 1964) is de zanger van de Ierse band Hothouse Flowers.

## Loopbaan
Ó Maonlaí bracht in december 2005 zijn eerste soloalbum uit, getiteld Rian. Het album is geïnspireerd op zijn Keltische achtergrond en bevat met name nummers in de Ierse sean-nós-stijl. Op het album speelt de multi-instrumentalist bijna alle instrumenten, zoals bodhrán, piano en tinwhistle. In 2008 verscheen zijn tweede album. Het album was getiteld To be touched. De negen nummers concentreerden zich rond de stem en het pianospel van Ó Maonlaí. Verder waren er gastbijdragen van Marketa Irglova, Glen Hansard uit de film Once en Martin Brunsden.
In 1995 bracht hij ook een album uit met Andy White en Tim Finn onder de titel Alt.